# Colon kostarykański
Colon kostarykański (z hiszp. Colón – Kolumb) – jednostka monetarna Kostaryki. Dzieli się na 100 mniejszych jednostek: centymów.